# Herías (Lena)
Herías (en asturiano y oficialmente Erías) es una parroquia del municipio asturiano de Lena, en España, y un lugar de dicha parroquia.
La parroquia tiene una extensión de 6,66 km² y una población de 56 habitantes (2021).
El lugar de Herías está situado a 7,3 kilómetros de Lena y 560 metros de altitud. 

## Poblaciones
Según el Nomenclátor del Instituto Nacional de Estadística, de 2021, la parroquia comprende las poblaciones de:
- Bendueños (aldea): 11 habitantes;
- La Frecha (lugar): 19 habitantes;
- Herías (lugar): 12 habitantes;
- Heros (aldea): 5 habitantes;
- Renueva (casería): 9 habitantes.

En el pasado formaron parte de la parroquia las caserías de La Casa Nueva de La Frecha y San Miguel de Heros.

## Historia
Su poblamiento se remonta al menos a la Edad Media, ya que se han encontrado restos de un monasterio del siglo X, el Monasterio de Santolaya, junto al que se encontraban unos viñedos, las llamadas fincas de Viñamayor cuya posesión por la Orden de San Benito está documentada. Por su parte, la iglesia parroquial, dedicada a San Claudio, mantiene la fecha de 1175 en una de sus piedras.

## Hijos célebres
- Manuel Suárez Fernández, General de la Orden de Predicadores